# Elisolimax rufescens
Elisolimax rufescens е вид коремоного от семейство Helicarionidae.

## Разпространение
Видът е разпространен в Танзания.